# Dieter Jocham
Dieter Jocham (* 1949 in Augsburg) ist ein deutscher Urologe. Er lebt und arbeitet in Lübeck, wo er seit 1990 an der Medizinischen Fakultät der Universität zu Lübeck die Klinik für Urologie leitet.
Jocham war Ende der 1970er Jahre maßgeblich an der experimentellen Entwicklung der ESWL (Extrakorporale Stoßwellenlithotripsie) beteiligt, einer in den 1980er Jahren etablierten Methode zur nicht-invasiven Behandlung von Nierensteinen.

## Leben
Nach dem Abitur am Christopherus-Gymnasium Altensteig nimmt Jocham noch im selben Jahr 1968 das Medizinstudium an der Ludwig-Maximilians-Universität München auf. 1974 absolviert er das Staatsexamen mit der Note "sehr gut" und wird Medizinalassistent am Rotkreuz-Krankenhaus in München. 1975 folgt mit der Approbation die Promotion mit der Note "magna cum laude".
Jochams beruflicher Werdegang findet seinen Anfang als wissenschaftlicher Assistent an den Münchner Krankenhäusern München-Schwabing und dem Rotkreuz-Krankenhaus. Im Rahmen seiner Facharztausbildung (1977–1981) widmet sich Jocham an der Urologischen Klinik der Ludwig-Maximilians-Universität München (Leitung Egbert Schmiedt) der Entwicklung der Extrakorporalen Stoßwellenlithotripsie (ESWL) und übernimmt 1981 mit der Anerkennung als Facharzt neben einer Stellung als Funktionsoberarzt auch die Leitung des klinikeigenen zytologischen Labors. 1984 folgt die Habilitation, die 1985 mit der Erteilung der Lehrbefugnis und der Leitung eines klinikeigenen Bereiches für ESWL, Endourologie und computergestützte Datenverarbeitung einhergeht.
1987 erfolgt die Ernennung zum Professor an der LMU München, 1988 wird er leitender Oberarzt und folgt 1990 dem Ruf an die Universität zu Lübeck. Dort übernimmt er die Leitung der Klinik für Urologie, wird zunächst Prodekan und 2000 Dekan der Medizinischen Fakultät. 2003 bis 2007 ist er im Vorstand für Forschung und Lehre des Universitätsklinikum Schleswig-Holstein. Er blickt auf zahlreiche Mitgliedschaften in nationalen und internationalen Fachgesellschaften zurück, u. a. auf die Präsidentschaft der Deutschen Gesellschaft für Urologie.

## Forschung
Mit der experimentellen Entwicklung der ESWL, ihrer Weiterentwicklung und ihrer klinischen Anwendung gehört Jocham zu den Pionieren im Bereich nicht-invasiver Behandlungsmethoden bei Nierensteinen. Wesentlich an der Entwicklung beteiligt waren damals auch Christian Chaussy, Ferdinand Eisenberger und der Physiker Bernd Forssmann (Dornier). Die EWSL gelangte durch die Forschungsarbeit deutscher Urologen in den 1980er Jahren zu einer Standardmethode, bei der durch hoch-intensive Schockwellen der Nierenstein zerbrochen wird, um eine invasive Entfernung zu umgehen.
Ein weiterer Forschungsbereich Jochams ist die Photodynamische Lasertherapie, eine durch Laser unterstützte Behandlung, die mittels photosensibler Substanzen vor allem der Behandlung von Blasenkrebs dient. Von 1987 bis 1995 koordinierte er die Verbundstudie "Photodynamische Lasertherapie" unter Beteiligung der Universitäten LMU München, TU rechts der Isar, Düsseldorf, Heidelberg, Lübeck und Bremen. Der Verbund untersuchte bis 1995 die klinische Validierung des Laserverfahrens.
Jochams jüngere Forschungsarbeiten widmen sich der Entwicklung einer künstlichen Harnblase. Seine Forschungen sind in knapp 200 wissenschaftlichen Publikationen belegt.

## Veröffentlichungen (Auswahl)
- A. Stenzl, D. Jocham u. a.: Photodynamic diagnostics in the urinary tract. Consensus paper of the Working Group for Oncology of the German Society for Urology. In: Urologe. Band A 47, 2008, S. 982–987.
- D. Jocham, F. Witjes u. a.: Improved detection and treatment of bladder cancer using hexaminolevulinate imaging: a prospective, phase III multicenter study. In: J Urol. Band 174, 2005, S. 862–866.
- D. Jocham, A. Richter u. a.: Adjuvant autologous renal tumour cell vaccine and risk of tumour progression in patients with renal-cell carcinoma after radical nephrectomy: phase III, randomised controlled trial. In: The Lancet. Band 363, 2004, S. 594–599.
- C. Chaussy, E. Schmiedt u. a.: First clinical experience with extracorporeally induced destruction of kidney stones by shock waves. In: J Urol. Band 167, 2002, S. 844–847.
- P. Fornara, C. Doehn u. a.: Why is urological laparoscopy minimally invasive? In: Eur Urol. Band 37, 2000, S. 241–250.
- K. Svanberg, I. Wang u. a.: Clinical multi-colour fluorescence imaging of malignant tumours-initial experience. In: Acta Radiol. Band 39, 1998, S. 2–9.
- D. Jocham: Superficial bladder cancer: primary treatment with TUR with or without laser-coagulation. In: Recent Results Cancer Res. Band 126, 1993, S. 135–142.
- D. Jocham, R. Baumgartner u. a.: Clinical experience with the integral photodynamic therapy of bladder carcinoma. In: J Photochem Photobiol B. Band 6, 1990, S. 183–187.
- M. Beer, D. Jocham u. a.: Adjuvant laser treatment of bladder cancer: 8 years' experience with the Nd-YAG laser 1064 nm. In: Br J Urol. Band 63, 1989, S. 476–478.
- D. Jocham, C. Chaussy u. a.: Extracorporeal shock wave lithotripsy. In: Urol Int. Band 41, 1986, S. 357–368.
- D. Jocham, K. Miller: Praxis der Urologie. 3. Auflage, Thieme Verlag, 2007. ISBN 9783131119032

| Personendaten    | Personendaten     |
| ---------------- | ----------------- |
| NAME             | Jocham, Dieter    |
| KURZBESCHREIBUNG | deutscher Urologe |
| GEBURTSDATUM     | 1949              |
| GEBURTSORT       | Augsburg          |